# Lene Kostana
Lene Kostana es una maestra jedi ficticia perteneciente al universo Star Wars.

## Apariciones
Lene Kostana apareció por primera vez en el audiolibro (después adaptado a novela) Dooku: Jedi Lost, escrito por Cavan Scott, que se publicó en 2022. En el audiolibro Lene es introducida como una respetada miembro de la orden Jedi, maestra de Sifo-Dyas. En el audiolibro su voz en inglés fue prestada por la actriz Carol Monda.
En 2024 fue reintroducida en el tercer número de la serie de comics The High Republic: Saber For Hire, ambientado 200 años antes de la mencionada novela, transcurriendo los hechos en tiempos de la Alta República. Aquí, Lene Kostana es presentada como una joven niña secuestrada por los Nihil debido a su sensibilidad a la Fuerza, quién es rescatada por la cazarrecompensas y antigua jedi Ty Yorrick.

## Biografía ficticia
Lene Kostana fue una mujer de la raza altiri. Durante la época de la Alta República vivió en el planeta Temerancé y fue secuestrada por los Nihil, debido a su afinidad a la Fuerza. Lene fue rescatada por la mercenaria Ty Yorrick y con el tiempo se unió a la orden Jedi, alcanzando el rango de maestra.
Se interesó en el estudio de artefactos sith, ya que ella misma creía que estos volverían. Sus creencias no fueron bien recibidas por el consejo y la envolvieron en diversos conflictos con el maestro Yoda. El propio Conde Dooku creía en un principio que su fascinación por los sith se debía a un interés en unirse a estos.
Kostana tomó a Sifo-Dyas como su padawan, lo que inicialmente decepcionó a Dooku, quien deseaba haber sido elegido. Juntos, intentaron infiltrarse en una red de contrabandistas en Karazak para rastrear reliquias Sith en el mercado negro, pero fueron emboscados en Asusto por los Presagistas de Hakotei. Además, Kostana actuó como mentora de Dooku, usando a la ficticia Darth Sakia para instruirle y revelando que esta había usado un sable de luz con empuñadura curva.
Poco después de enseñar a Sifo-Dyas a abrir su mente a la Fuerza Cósmica, el joven comenzó a sufrir visiones de la Fuerza. Una de estas visiones, que involucraba un planeta siendo consumido por las llamas, resultó ser una advertencia sobre la próxima tormenta solar Protobranch antes de que ocurriera. Kostana le alentó a tomar en serio estas visiones, pero ocultó sus talentos al Consejo Jedi por miedo a que lo consideraran peligroso. Su temor sólo aumentó cuando Sifo fue nombrado caballero y descubrió la existencia de una nueva correccional en la prisión de la ciudadela capaz de retener a jedis.
Alrededor del 82 ABY, Kostana, Dooku y Sifo-Dyas asistieron al funeral de la madre de Dooku, Anya, en Serenno, a pesar de la objeción del Alto Consejo Jedi. Después, los tres fueron a Hakotei para localizar una reliquia y se encontraron con una secta del lado oscuro, resultando en la captura temporal de Dooku para ser usado en un ritual. Este tuvo varias visiones de su futuro y, sin darse cuenta, usó el rayo de la Fuerza para liberarse a sí mismo y a sus compañeros, dejando a Kostana para consolarlo por las visiones que lo aterrorizaron.
Algunos años después de que el segundo padawam de Dooku, Qui-Gon Jinn, fuera nombrado caballero, Kostana y Sifo-Dyas acordaron ayudar a Dooku a liberar Serenno de los invasores Abyssin, en contra de los deseos del Alto Consejo Jedi, quienes habían habían decidido cumplir con la decisión del Senado Galáctico no ayudar a Serenno debido al impago de impuestos. Finalmente, los tres Jedi lograron ahuyentar a los invasores y Dooku venció a su hermano Ramil. Tras estos eventos, Dooku rechazó la sugerencia de Kostana de buscar ayuda de la República, optando en cambio por ayudar a los serenianos como su nuevo líder. Kostana se mostró consternada por la decisión de Dooku, pero la aceptó.